# Ein Mord wird angekündigt
Ein Mord wird angekündigt (Originaltitel A Murder Is Announced) ist der 40. Kriminalroman von Agatha Christie. Er erschien zuerst im Juni 1950 im Vereinigten Königreich im Collins Crime Club und im selben Monat in den USA bei Dodd, Mead and Company. Die deutsche Erstausgabe wurde 1956 vom Scherz Verlag (Bern) veröffentlicht.
Es ist der vierte Roman, in dem Miss Marple ermittelt.
Das Buch wurde bei seinem Erscheinen sehr intensiv als das fünfzigste Buch der Autorin beworben. Zu diesem Ergebnis gelangt man aber nur, wenn man Sammlungen von denselben Kurzgeschichten, die im Vereinigten Königreich und in den USA unter unterschiedlichen Titeln erschienen sind, jeweils einzeln zählt.

## Handlung
Eine seltsame Anzeige erscheint in der Wochenzeitung des gewöhnlichen kleinen englischen Dorfes Chipping Cleghorn: „Ein Mord wird hiermit angekündigt. Er wird Freitag, den 29. Oktober, um 6 Uhr 30 abends in Little Paddocks verübt. Freunde und Bekannte sind herzlichst eingeladen, daran teilzunehmen. Eine zweite Aufforderung erfolgt nicht.“
Auch für Letitia Blacklock, die Besitzerin von Little Paddocks, ist es eine große Überraschung. Sie richtet sich aber trotzdem darauf ein, am Abend Gäste zu bekommen. Naturgemäß sind die Einwohner des Dorfes von dieser Ankündigung fasziniert und erscheinen unter Hervorbringung der verschiedensten Ausreden pünktlich um halb sieben in Little Paddocks. Alle versammeln sich im Wohnzimmer. Plötzlich geht das Licht aus, die Tür wird aufgerissen und jemand fuchtelt mit einer Taschenlampe herum. Dann fallen Schüsse. Im Flur liegt die Leiche eines schwarz gekleideten Mannes und Mrs. Blacklock hat eine Verletzung am Ohr.
Das kurioseste ist aber der Tote selbst, neben dem ein Revolver liegt. Anscheinend hat er den tödlichen Schuss auf sich selbst abgegeben. Er wird von Dora Bunner, genannt „Bunny“ als Rudi Schwarz identifiziert, ein Hotelangestellter, der Letitia vor einigen Tagen um Geld gebeten hatte.
Die Polizei wird gerufen. Alle Spuren deuten auf einen Tod durch Selbstmord hin oder auf einen Unfall. Inspektor Craddock ist aber nicht hundertprozentig zufrieden mit dieser Erklärung. Zum Glück ist auch Miss Marple zu Gast in dem Hotel, in dem Rudi Schwarz arbeitete. Beide beschließen zusammenzuarbeiten. Rudi war ein Kleinkrimineller, der sein Einkommen mit Diebstählen und Betrügereien aufbesserte. Seine Freundin wusste von seinem Auftritt am Mordabend. Er sollte für das Schauspiel bezahlt werden. Sie weiß aber nicht, wer der Auftraggeber war.
Miss Marple bezieht Quartier in Chipping Cleghorn bei der Frau des örtlichen Pfarrers und macht sich auf die Suche nach dem Motiv für die Tat. Letitia hat keine Feinde. Sie hatte ihr ganzes Berufsleben für Randall Goedler, einen reichen Geschäftsmann, gearbeitet. Sie ist nicht reich, kann aber ihren Lebensunterhalt gut selbst bestreiten. Aber bald wird sie Geld genug haben, denn Randall Goedler hat keine Kinder und so soll sein Vermögen nach dem Tod seiner Frau an Letitia fallen. Goedlers Frau ist schwer krank und wird bald sterben. Sollte jedoch Letitia vorher sterben, geht das Erbe an die Kinder von Randalls Goedlers im Ausland lebender Schwester, die Zwillinge Pip und Emma. Niemand weiß, wo die beiden Kinder leben oder wie sie heute aussehen.
Bei einem Besuch bei Belle Goedler erfährt Craddock, dass Letitia eine Schwester, Charlotte, hatte. Charlotte hatte einen Kropf und weil der Vater die Behandlung viele Jahre verweigerte, hatte sie sich immer weiter aus dem Leben zurückgezogen. Nach dem Tod des Vaters waren beide Schwestern in die Schweiz gereist, um endlich die Krankheit bei einem Spezialisten behandeln zu lassen. Dort war Charlotte sehr plötzlich verstorben und Letitia kehrte zurück nach England.
Nach einer Party stirbt Bunny an einer Vergiftung. Sie hatte Schokoladenkuchen gegessen und anschließend Letitias Aspirin genommen, weil sie ihre eigenen Tabletten nicht finden konnte. Aber es waren Arsentabletten unter die Aspirintabletten gemischt. Sollte es ein Anschlag auf Letitia sein?
Nach vielen Gesprächen kann Miss Marple den Fall aufklären. Letitia ist nicht Letitia, sondern Charlotte Blacklock. Letitia war es, die in der Schweiz starb und in der Hoffnung auf das große Erbe von Randall Goedler nahm Charlotte Letitias Identität an. Rudi Schwarz wurde ermordet, weil er Charlotte erkannt hatte und erpressen wollte. Bunny musste sterben, weil sie davon wusste und immer mehr durcheinander kam mit den Namen Letty und Lotty.
Zum Schluss stellen sich Philippa als Pip und Julia als Emma heraus, die beide das Vermögen von Goedler erben. Edmund und Phillipa Haymes heiraten und lassen sich in Chipping Cleghorn nieder.

## Personen
- Miss Marple
- Inspektor Craddock
- Letitia Blacklock, Besitzerin von Little Paddocks, eine Frau Ende Fünfzig, Anfang Sechzig
- Dora Bunner, ihre ältere, flatterhafte Jugendfreundin, allgemein bekannt unter ihrem Spitznamen „Bunny“
- Patrick und Julia Simmons, Miss Blacklocks Neffe und Nichte
- Mitzi, Miss Blacklocks ausländische Köchin, ein Kriegsflüchtling
- Phillipa Haymes, eine junge Witwe als zahlender Gast
- Colonel Easterbrook, ein stürmischer alter Oberst, gerade aus Indien zurückgekehrt
- Mrs. Easterbrook, seine deutlich jüngere, glamouröse Ehefrau
- Mrs. Swettenham, eine ältere Dame, die ihren Sohn abgöttisch liebt
- Edmund Swettenham, ein zynischer junger Mann
- Miss Hinchcliff, eine Gutsbesitzerin
- Miss Murgatroyd, ihre angenehme, aber alberne Begleiterin
- Bunch Harmon, die Frau des Vikars
- Rudi Schwarz, ein junger Mann aus der Schweiz, der an der Rezeption im Royal Spa Hotel in Medenham Wells arbeitet.
- Myrna Harris, seine Freundin und Kellnerin im selben Hotel

## Bezüge zu anderen Werken
Edmund Swettenham verkündet, eine Farce mit dem Titel Elephants Do Forget geschrieben zu haben. Agatha Christie schrieb später einen Roman mit Hercule Poirot mit dem Titel Elephants Can Remember (dt.: Elefanten vergessen nicht).

## Verfilmungen

### Goodyear Television Playhouse
Die erste Verfilmung des Romans stammt aus dem Jahr 1956. Er wurde für die sechste Staffel der amerikanischen Fernsehserie mit Gracie Fields als Miss Marple verfilmt und am 30. Dezember 1956 ausgestrahlt. Roger Moore war als Patrick Simmons zu sehen.

### Miss Marple (1985)
1985 wurde der Roman für die Fernsehserie der BBC Miss Marple verfilmt. Die Hauptrollen spielen Joan Hickson als Miss Marple und Ursula Howells als Miss Blacklock.

### Agatha Christie’s Marple (2005)
2005 wurde der Roman für die erste Staffel der Fernsehserie Agatha Christie’s Marple verfilmt mit Geraldine McEwan als Miss Marple, Zoë Wanamaker als Letitia Blacklock und Christian Pedersen als Rudi Schertz.

## Wichtige Ausgaben
- 1950, Collins Crime Club (London), Juni 1950
- 1950, Dodd Mead and Company (New York), Juni 1950,
- 1956, deutsche Erstausgabe, Scherz Verlag Bern[4]

## Hörbücher
- 2005 Ein Mord wird angekündigt (4 CDs). einzige ungekürzte Lesung. Sprecherin: Gabriele Blum. Regie: Hans Eckardt: Verlag und Studio für Hörbuchproduktionen (Marburg/Lahn)[5]